# Catantops orientalis
Catantops orientalis är en insektsart som beskrevs av Kirby, W.F. 1888. Catantops orientalis ingår i släktet Catantops och familjen gräshoppor. Inga underarter finns listade i Catalogue of Life.